# Стрельба у офиса Wildberries в Москве
Стрельба у офиса Wildberries в Москве — вооружённый конфликт между двумя группами лиц, произошедший в Москве 18 сентября 2024 года у главного офиса Wildberries в Романовом переулке. В результате инцидента погибло два охранника, семь человек получили ранения. К этому привёл корпоративный спор по поводу «реорганизации» компании в форме слияния Wildberries с Russ.

## Ход конфликта
По словам генерального директора Wildberries Татьяны Бакальчук, её муж и сооснователь маркетплейса Владислав Бакальчук вместе с сопровождавшими его бывшим коммерческим директором Wildberries Сергеем Ануфриевым и бывшим председателем совета директоров «Wildberries банка» Владимиром Бакиным попытался «незаконно проникнуть» в офис и предпринял «неудачную попытку» рейдерского захвата компании. Тем временем Владислав Бакальчук заявил, что на него «пытались совершить нападение», когда он с командой «приехал на переговоры по остановке строительства складов» компании.
Бакальчук заявил, что до прибытия в офис обратился в МВД РФ для обеспечения охраны, ожидая возможных провокаций.
На опубликованных видео Владислав Бакальчук в присутствии сопровождавших, среди которых был бывший прокурор Шелковского района Чечни и нынешний адвокат Бакальчука Анас Эльмурзаев, находится около сотрудников полиции, преграждающих пути ко входам в офис. На другом видео один из собравшихся начинает разбивать стеклянную перегородку в офис, ему пытаются воспрепятствовать сотрудники полиции. Части собравшихся удаётся прорваться внутрь, теперь им пытаются помешать собирающиеся уже внутри офиса. Раздаются выстрелы.
В день стрельбы около приёмного покоя НИИ имени Склифосовского, куда скорой помощью были доставлены пострадавшие при стрельбе, собралось около 30 человек. ТАСС со ссылкой на неназванные правоохранительные органы сообщил, что собравшиеся пытались увезти Умара Чичаева, которому медики оказывали помощь. Тверской районный суд арестовал шестерых мужчин, пытавшихся попасть к Чичаеву в палату, и признал их виновными по статье о неповиновении сотруднику полиции.
Люди Владислава Бакальчука 18 сентября прибыли как в офис Wildberries в Романовом переулке, так и в офис Wildberries в районе Ленинградского проспекта. Как сообщает «Московский комсомолец», ссылаясь на слова неназванного участника группы, приехавшей в офис Wildberries в районе Ленинградского проспекта, их «попросил принять участие в операции один очень уважаемый человек» (его фамилия имеется в распоряжении редакции — это «весьма влиятельный политик в одном из южных регионов России»), целью было «занять здание». В офисе в районе Ленинградского проспекта приехавшие заняли один этаж без сопротивления, но после вызова полиции бежали.

## Жертвы
В результате стрельбы погибли двое охранника офиса — Адам Алмазов и Ислам Эльмурзаев. Гибель одного из них подтверждена главой компании Татьяной Бакальчук. О гибели второго охранника, ссылаясь на источники в компании, пишут Forbes Russia, «Интерфакс» и РИА Новости. Следственный комитет РФ подтвердил гибель двух человек.
Было ранено 7 человек. Среди раненых есть бойцы смешанных единоборств Абубакар Местоев, уроженец Чечни Умар Чичаев, а также чемпион России по боксу в тяжёлом весе Рашид Кодзоев.

## Расследование
Следственный комитет РФ  возбудил уголовное дело по статьям об убийстве (статья 105 УК РФ), покушении на убийство двух и более лиц (часть 3 статьи 30, часть 2 статьи 105 УК), посягательстве на жизнь сотрудника правоохранительного органа (статья 317 УК), самоуправстве (часть 2 статьи 330 УК) и незаконном хранении огнестрельного оружия (статья 222 УК). Около 30 граждан в результате стрельбы было доставлено в отдел полиции, пишет «Интерфакс».
19 сентября 2024 года Владислава Бакальчука задержали. Адвокаты бизнесмена заявили, что ему было предъявлено обвинение по первым 4 из 5 вышеуказанных статей УК РФ. Следственный комитет о предъявлении обвинений не сообщал. 20 сентября Замоскворецкий районный суд рассмотрел запрос следствия о безотлагательном обыске у Бакальчука. 20 сентября предприниматель был отпущен из-под стражи. По словам его представителей, «следователи центрального аппарата СКР не нашли состава преступления в его действиях».
19 и 20 сентября Басманный районный суд отправил в СИЗО 30 фигурантов дела.
21 сентября объединённая пресс-служба московских судов сообщила об аресте на 15 суток Мещанским районным судом 13 фигурантов дела о стрельбе по административному протоколу о неповиновении полиции (ст. 19.3 КоАП).

## Значение конфликта
Перестрелка, в результате которой погибло два человека, вызвала широкий общественный резонанс. Как пишет «Новая газета Европа», особое внимание привлекло участие в конфликте представителей правоохранительных органов Чечни. Депутат Государственной думы от Чечни Адам Делимханов публично признал факт использования табельного оружия чеченскими правоохранителями, что является превышением полномочий, так как стрельба была открыта на не подведомственной им территории. Также «Новая газета Европа» отметила бездействие московской полиции, допустившей «перерастание словесной перепалки в физическое насилие, а затем и в стрельбу в общественном месте в центре Москвы».
Данный инцидент стал первым зафиксированным публичным противостоянием с кадыровскими силовиками, в котором они «получили отпор», что ознаменовало новый этап в отношении к рейдерским атакам, осуществляемым при поддержке чеченских властей. Помимо этого, бизнес-структуры, связанные с Делимхановым, понесли серьёзные репутационные потери, так как им не удалось добиться своей цели — перераспределения долей в Wildberries.
10 октября 2024 года глава Чечни Рамзан Кадыров заявил, что член Совета Федерации от Дагестана Сулейман Керимов и депутаты Государственной Думы Бекхан Барахоев и Ризван Курбанов пытались организовать его убийство, и пригрозил им кровной местью «если они не докажут обратное». Их имена Кадыров назвал в контексте инцидента со стрельбой в офисе Wildberries, которому, по его словам, пытались придать межнациональный окрас.